# Adoretus mauritianus
Adoretus mauritianus är en skalbaggsart som beskrevs av Ohaus 1912. Adoretus mauritianus ingår i släktet Adoretus och familjen Rutelidae. Inga underarter finns listade i Catalogue of Life.